# Siegfried von Clary und Aldringen
Siegfried von Clary und Aldringen, detto anche von Clary-Aldringen (Teplitz, 14 ottobre 1848 – Teplitz, 12 febbraio 1929), è stato un diplomatico e nobile austriaco.

## Biografia

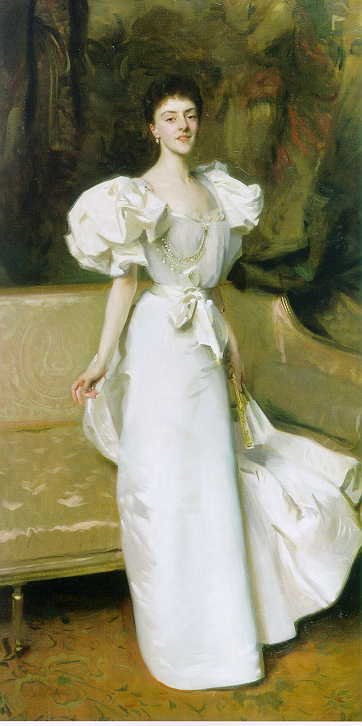
La contessa Therese Kinsky, moglie del conte Clary und Aldringen, in un dipinto di John Singer Sargent, 1896

Nato a Teplitz (attuale Teplice) il 14 ottobre 1848 in una delle più importanti famiglie boeme, era figlio secondogenito del principe Edmund Moritz e di sua moglie, la principessa Elisabeth-Alexandrine von Ficquelmont. Nel 1885, sposò la contessa Therese Kinsky von Wchinitz und Tettau a Vienna. La coppia ebbe insieme tre figli. Suo fratello minore era il conte Manfred von Clary und Aldringen (1852–1928) che fu per breve trempo ministro-presidente della Cisleitania nel 1899.
Il conte Siegfried entrò nel servizio diplomatico del ministero degli esteri austro-ungarico nel 1873 e fu attaché a Parigi ed a San Pietroburgo, seguendo le orme di suo nonno Karl Ludwig von Ficquelmont. Dal 1895 al 1897 fu consigliere dell'ambasciata austroungarica a Londra. Nel 1897, venne nominato ambasciatore a Stoccarda, succedendo al futuro ministro degli esteri Burián von Rajecz e poi dal 1899 fu ambasciatore alla corte di Dresda, la terza missione diplomatica più importante in Germania dopo Berlino e dopo Monaco di Baviera, posizioni alle quali solitamente venivano assegnate persone particolarmente vicine alla figura dell'imperatore.
Nel dicembre del 1902, il conte von Clary-Aldringen venne nominato ambasciatore austro-ungarico a Bruxelles e vi rimase per undici anni sino al 1914. Resosi personalmente piuttosto popolare, l'imperatore lo sfruttò come corriere personale per consegnare la dichiarazione di guerra il 28 agosto. Lasciando Bruxelles, affidò la legazione all'ambasciatore statunitense in Belgio, Brand Whitlock. Non ebbe ulteriori ruoli di peso nel corso della guerra. Grande amico di William Cavendish-Bentinck, VI duca di Portland, si portò diverse volte a Londra ed a Welbeck Abbey.
Nel marzo del 1920, divenne VI principe di Clary-Aldringen alla morte del fratello maggiore Karl ed egli stesso morì a Teplitz l'11 febbraio 1929. Suo figlio Alfons (1887–1978) divenne il settimo principe dopo la sua morte, ma perdette tutte le proprietà di famiglia in Repubblica Ceca dopo il 1945 per disposizioni del governo.